# مارين ميشكوفيتش
مارين ميشكوفيتش هو لاعب كرة قدم كرواتي، ولد في 5 فبراير 1966 في رييكا في كرواتيا.